# Instituto de Seguridad Laboral
El Instituto de Seguridad Laboral (ISL) es una entidad pública chilena, encargada de administrar el seguro social contra riesgos de accidentes del trabajo y enfermedades profesionales. Además, es un servicio público que pertenece al Ministerio del Trabajo y Previsión Social, y a través de su actuar genera valor público otorgando calidad de vida a los y las trabajadores/as.

## Misión y objetivos
El ISL desde su rol de servicio público, otorga seguridad y salud laboral a empleadores/as adheridos/as y trabajadores/as protegidos, contribuyendo activamente en avanzar hacia una cultura de prevención en materia de seguridad y salud en el trabajo, mediante la promoción de la salud y la entrega de las prestaciones médicas y económicas que se derivan de los accidentes y enfermedades del trabajo. Tiene como objetivos estratégicos contribuir al fortalecimiento de la gestión de riesgos laborales de los/las empleadores/as y trabajadores/as, mediante la implementación del plan nacional de seguridad y salud en el trabajo y el monitoreo de las acciones preventivas.
El ISL también tiene como finalidad las prestaciones médicas y económicas a los trabajadores/as que han sufrido accidentes y/o enfermedades profesionales de acuerdo a la definición de estándares de calidad de la Institución.
Por último, como misión tiene ejecutar un proyecto de desarrollo Institucional en el marco de la modernización de la función pública, que responda a desafíos que instala la entrada en vigencia de la ley N° 21.054.